# Asura eichhorni
Asura eichhorni är en fjärilsart som beskrevs av Rothschild 1936. Asura eichhorni ingår i släktet Asura och familjen björnspinnare. Inga underarter finns listade i Catalogue of Life.